# Henry Browne Hagreen
Henry Browne Hagreen (* 20. Juni 1831 in Bury St Edmunds, Suffolk; † 6. Dezember 1912 in London) war ein britischer Aquarellmaler und Zeichenlehrer am Royal College of Art.

## Leben
Hagreen war der Sohn des Kürschner und Strohhutmachers James Hagreen (1782–1831) und dessen zweiter Frau Emma (  geborene Taylor). Er hatte einen älteren Halbbruder George Walter (Wat) Hagreen (1811–1866). Im August 1850 stellte der 19-jährige Künstler ein Aquarellbild mit dem Titel „Ipswich Docks, Late Sunset“ bei einer Ausstellung der Suffolk Fine Arts Association im neuen Hörsaal des Mechanics’ Institutes in Ipswich aus. 1851 wohnte er in der Tacket Street in Ipswich bei dem Schumacher Henry Osborn und dessen Familie. In der Society of Britisch Arts stellte er etwas später die Bilder „The Knife Boy“ und „My Own Studio at Ipswich“ aus, und 1856 ein Werk in der Royal Academy of Arts.
1856 heiratete in Ipswich die fast gleichaltrige Emma Angelina (geborene Roe, 16. September 1831–1897) und zog 1861 mit ihr nach Chelsea und 1868 nach Kensington. Das Paar bekam fünf Kinder, Henry, Emily, Florence, Mary Ellen und Leonard. 1897 verstarb seine Frau.
Hagreen fungierte 46 Jahre lang als Zeichenlehrer der Architekturklasse am Royal College of Art in South Kensington, London. In den Sammlungen des Victoria and Albert Museums befindet sich das Aquarell Cottage at Felixstowe.